# Medija - borovja
Medija - borovja este o arie protejată (arie specială de conservare — SAC, sit de importanță comunitară — SCI) din Slovenia întinsă pe o suprafață de 89,78 ha, integral pe uscat.

## Localizare
Centrul sitului Medija - borovja este situat la coordonatele 46°10′07″N 14°50′55″E / 46.1687°N 14.8487°E.

## Înființare
Situl Medija - borovja a fost declarat sit de importanță comunitară în aprilie 2004 pentru a proteja un număr necunoscut de specii din flora spontană și fauna sălbatică aflate în arealul zonei. Situl a fost protejat și ca arie specială de conservare în februarie 2012.

## Biodiversitate
Situată în ecoregiunea continentală, aria protejată conține 2 habitate naturale: Pante stâncoase calcaroase cu vegetație casmofită, Păduri de pin scoțian din Dolomiții dinarici (Genisto januensis-Pinetum).
La baza desemnării sitului se află un număr nedeclarat de specii protejate.